# Потапање крстарице Москва
Потапање крстарице Москва односи се на потапање руске тешке ракетне крстарице класе "Слава", Москве, заставног брода Црноморске флоте руске ратне морнарице, од стране украјинских снага 14. априла 2022. током руске инвазије на Украјину. Украјински званичници саопштили су да су је њихове снаге погодиле и оштетиле са две противбродске ракете Р-360 Нептун и да се брод тада запалио. Министарство одбране Сједињених Држава је то касније потврдило, а Русија је известила да је брод потонуо у олујном мору након што је ватра стигла до муниције на броду и она је експлодирала.
Крстарица је највећи руски ратни брод који је потопљен у рату од краја Другог светског рата и први руски заставни брод потопљен од Књаза Суворова 1905. године, током Руско-јапанског рата.
Русија је саопштила да је евакуисано 396 чланова посаде, при чему је један морнар погинуо, а 27 нестало, међутим постоје и извештаји о више жртава. Најмање 17 несталих чланова посаде касније је суд у Севастопољу прогласио мртвима.

## Позадина
У фебруару 2022, Москва је напустила луку Севастопољ како би узела учешће у руској инвазији на Украјину. Брод је касније коришћен против украјинских оружаних снага током напада на Змијско острво, заједно са руским патролним чамцем Василиј Биков. Москва је преко радија поздравила острвски гарнизон и захтевала његову предају, добивши одговор „Руски ратни броду, иди и јеби се“. Након овога, контакт са Змијским острвом је изгубљен и тринаесточлани украјински гарнизон се предао.

## Тоне

### украјинска страна приче
Први објављени извештај да је пројектил погодио брод појавио се у 20:42, 13. априла 2022. по украјинском времену са Фејсбук објавом украјинског добровољца повезаног са војском: „Крстарица Москва је управо погођен са 2 ракете Нептун, стоји [није потонула] гори. На мору је олуја. Касније те вечери, председнички саветник Алексеј Арестович известио је да Москва гори у немирном мору, а гувернер Одесе Максим Марченко је званично потврдио да су украјинске снаге погодиле Москву са две противбродске ракете Р-360 Нептун, које су „проузроковале веома озбиљну штету“. У 12:43, 14. априла, украјинска јужна команда објавила је видео на Фејсбуку са извештајем у којем се наводи да је брод оштећен у нападу противбродске ракете Нептун и да је на њему избио пожар . На снимку се такође тврди да су и друга пловила из Москвине ударне групе „покушала да помогну, али су олуја и снажна експлозија муниције преврнули крстарицу и она је почела да тоне“.

### руска страна приче
Неколико сати након Марченкове тврдње, руско Министарство одбране саопштило је да је пожар изазвао експлозију муниције и да је брод озбиљно оштећен, без икакве изјаве о узроку или сугестији на украјински напад. Министарство одбране је 14. априла саопштило да су ракетни системи крстарице неоштећени, да су ватру обуздали морнари и да су у току напори да се брод одвуче у луку. Касније, 14. априла, руско министарство је саопштило да је Москва потонула током олујног времена, Дана 15. априла, руски медији и телевизија су кратко извештавали о потонућу, где је речено да је разлог „олујно море“.

### Друга рана запажања
Портпарол Министарства одбране Сједињених Држава Џон Кирби рекао је раног јутра 14. априла да немају довољно информација да потврде ракетни напад, али да то не могу да искључе. Слике које су прегледали показују да је брод претрпео значајну експлозију. Узрок експлозије није био јасан. Чинило се да се брод креће сопственим погоном и да се вероватно упутио у Севастопољ на поправку. Портпарол министарства одбране је касније изјавио да није јасно да ли се брод кретао сопственим погоном или је вучен. Високи званичник Министарства одбране, који је желео да остане анониман, изјавио је да су се „борили са пожаром на броду, али не знамо степен штете“, али је ватра била „велика“ и „обимна.“
Слика са сателита са радаром са синтетичким отвором (САР) који продире у облаке открила је да се у 18:52 по локалном времену 13. априла 2022. Москва налазила око 80 наутичких миља (150 км) јужно од Одесе, источно од Змијског Острва и око 50 наутичких миља (90км) од украјинске обале. Анализа је показала да фотографија није снимљена дуго након наношења оштећења, услед којег је брод на крају потонуо. На фотографији, крстарицу прате остала пловила.
У 02:59, 14. априла 2022. [ЕЕСТ], Телеграм канал Друга страна медаље, повезан са руском паравојном групом Вагнер, објавио је следеће: „Према непотврђеним извештајима, заставни брод Црноморске флоте, крстарица Москва, је потонуо." Група је додала да је, према њиховим „прелиминарним информацијама, [брод] заиста био нападнут противбродским пројектилима Нептун са обале између Одесе и Николајева“. Канал је известио да су „капацитети брода преусмерени да се супротставе беспилотној летелици Бајрактар ТБ-2. Удар је погодио леву страну, услед чега се брод снажно преврнуо. Након претње детонацијом муниције, евакуисана је посада од око 500 људи“.
У 10:59, 14. априла 2022, литвански министар одбране, Арвидас Анушаускас, известио је на Фејсбуку да је СОС сигнал послат у 01:05, крстарица се преврнула на бок у 01:14, а струја је нестала пола сата касније. „Од 2 сата ујутро турски брод је евакуисао 54 морнара са крстарице, а око 3 сата ујутро Турска и Румунија су јавиле да је брод потпуно потопљен. Према албанском сајту Политико, турски званичник је негирао за Би-би-си Њуз да је турски брод спасио било коју руску посаду.
У поподневним сатима 14. априла, портпарол америчког Министарства одбране Кирби потврдио је да је брод потонуо, али је рекао да нису у могућности да потврде шта је изазвало потонуће брода, иако је украјински извештај „свакако вероватан“. Спекулишући о узроку експлозије, он је изјавио: „Свакако, то је могла бити штета од неке спољне силе, попут пројектила или неког напада, торпеда или нешто слично... али то такође може бити нешто што се дешава у унутрашњости брода – инжењерски пожар, запаљење горива. Једноставно не знаш."

### Ракетни удар
15. априла, високи званичник америчког Министарва одбране рекао је да је Москва погођена са два пројектила Нептун; такође је навео да је брод био око 120км јужно од Одесе када је погођен и да је крстарица наставила даље својим погоном пре него што је потонула 14. априла. Званичник је такође рекао да су обавештајне процене показале да је у време напада било жртава, али он не зна колико. Украјинске ракете су очигледно испаљене из копненог лансера у близини Одесе, док се Москва налазила 110-120км од обале.
Дана 5. маја, амерички званичник је рекао да су САД дале „разну обавештајну помоћ“ да помогну у потапању „Москве“. Међутим, одлука о удару била је чисто украјинска. У том подручју пре потонућа налазио се авион америчке морнарице П-8А Посејдон. П-8А из Италије је патролирао унутар свог радарског домета изнад Црног мора, а САД су, када су упитане, идентификовале брод као „Москва“, приликом размене обавештајних података, како би помогли Украјини да се одбрани од напада руских бродова. Портпарол америчког Министарства одбране Џон Кирби изјавио је: „Није било информација о циљању од стране било ког П-8 морнарице Сједињених Држава који је летео у овим мисијама ваздушног патролирања“.
Москва је била опремљена тростепеном противваздушном одбраном која је могла да пружи адекватну шансу за пресретање надолазећих пројектила Нептун, уз 3-4 минута упозорења о детекцији од стране радара. Није било података да је посада активирала ове системе, укључујући ракете земља-ваздух С-300Ф и 9К33 Оса, мамце или контрамере, електронско ометање, или последње системе блиске артиљеријске ПВО АК-630. Тајфун Озберк, турски дописник Дифенс Њуз-а, сугерисао је да радари брода или нису успели да открију надолазеће ракете Нептун или да одбрана није била спремна да се суочи са откривеном претњом, што имплицира недостатак обуке посаде за такве хитне сценарије.
Операција потапања Москве је потенцијално била потпомогнута употребом најмање једне беспилотне летелице Бајрактар ТБ2, која је посматрала догађај, а можда је имала и друге улоге у потонућу брода. Телеграм канал Вагнер групе и украјински званичник рекли су да је дрон „скренуо“ или „одвукао пажњу“ посади, али Дејвид Хамблинг, технолошки новинар који пише у Форбсу, сматра да је то мало вероватно, будући да су бродски ПВО одбрану од беспилотних летелица и противракетну одбрану обезбеђивала два различита система: ракете дугог домета С-300Ф и вишецевни топови АК-630.
Неколико извештаја је навело да су беспилотне летелице Бајрактар биле у истој области као и брод. Арда Мевлутоглу, аналитичар одбрамбене индустрије, изјавио је да је 10. априла да је у Одеси виђена земаљска контролна станица беспилотне летелице Бајрактар ТБ2. На снимку који је руска војска објавила 12. априла види се како је ракета лансирана са руске фрегате <i id="mw8Q">Адмирал Есен</i> и наводи се да је уништила беспилотни летелицу Бајрактар у близини обале Крима. Украјински видео снимак „снимљен из ваздуха са ноћним видом“, тврди да приказује Москву како гори у даљини и могао би да буде направљен од стране БПЛ Бајрактар која је летела у том подручју.
Аналитичари су навели да је беспилотна летелица Бајрактар можда такође пружила информације приликом навођења пројектила. Кан Касапоглу, директор безбедносних и одбрамбених студија у турског  Центра за економску и спољну политику (ЕДАМ), рекао је: „Извештаји да су турски дронови ТБ2 били укључени у напад или као сметња за Москву или као посматрач локације Москве су и као и једно и друго сасвим могући“. Мевлутоглу је поменуо да је контраадмирал Алексиј Неижпапа, командант украјинских поморских снага, у прошлости сугерисао да ће се дронови ТБ2 користити са лансерима Нептун за извиђање циљева. Мевлутоглу је такође рекао да је главни радарски систем на Москви застарео, дизајниран да детектује авионе и крстареће ракете. ТБ2, са нижим радарским одразом и брзином лета, можда је побегао бродском радару.
Ваздухопловни новинар Валијус Венкунас је известио: „Према Аркадију Бабченку, руском војном новинару и отвореном критичару Владимира Путина, украјински Бајрактар је онеспособио радарску станицу Москве, чинећи је неспособном да открије и пресретне долазеће ракете. Међутим, Бабченко није обезбедио извор таквих информација“.
Дански војни аналитичар Андерс Пук Нилсен тврди да је умор оператера могао бити значајан фактор. Са таквим системима активним, очекивало се да ће крстарица преживети неколико удара ракета Нептун (са бојевом главом тежине од 150кг) због великог померања; један сценарио борбеног модела салве сугерише да би најмање једанаест пројектила Нептун требало да се лансира истовремено; Москва је могла да порази њих шест, а преосталих пет би се пробило кроз њену одбрану и погодило брод, узрокујући довољно оштећења трупа да га потопи. Међутим, ово се заснива не претпоставки да бродска муниција није детонирала приликом удара. коришћење војних обвезника уместо професионалих морнара, и недовољно преграђивање просторија, су такође наведени као могући разлози зашто је крстарица потонула.

### Слике и виде снимци брода који тоне
До 18. априла, две слике и кратак видео снимак од 3 секунде, кружиле су друштвеним мрежама, на њима је приказана Москва након избијања пожара и пре коначног потонућа. Слике показују да брод иде у луку по дневном светлу и мирном мору, са знацима великих оштећења од пожара, поред рупа на воденој линији, а већина његових чамаца за спасавање недостаје, што указује да је део посаде евакуисан до тог тренутка. Према Си-ен-ен-у, „може се видети како велики руски спасилачки тегљач полива ратни брод водом са стране“.
- Поређење Москве пре и после инцидента
- Москва, усидрена уСевастопољском заливу 2012. године

Извор или аутор видеа или слика је непознат. Телеграф је известио да су слике прво постављене на веб преко Телеграма на каналу повезаном са руским безбедносним агенцијама. Аналитичари које су независно консултовали Гардијан и Си-Ен-Ен потврдили су да се на сликама види Москва. Гардијан је цитирао Јорука Ишика, новинара и стручњака за посматрање бродова, који је рекао: „Верујем да је видео стваран. Оно што видимо облик, величину. То је Москва “. Гардијан је такође известио: „Он [Ишик] је рекао да верује да је најмање једна од фотографија снимљена са спасилачког тегљача пројекта 22870, за који се верује да Русија има два у Црном мору.
Високи амерички војни званичник рекао је да се слике не могу независно верификовати, "али саме слике су у складу са оним што смо проценили као штету нанету броду". Карл Шустер, бивши директор операција у Заједничком оперативном центру за обавештајне послове америчке Пацифичке команде, изјавио је: „Под претпоставком да фотографија није на неки начин лажиран, изгледа као да је пројектил(и) погодио напред, што није неочекивано, противбродске крстареће ракете имају тенденцију да иду у центар радарског пресека, што је обично предњи део брода. Крис Пари, бивши контраадмирал, написао је за Гардијан: „Изгледа да су једна-две ракете ушле у брод одмах испод пара противбродских пројектила Вулкан.. Ово је изазвало огромну унутрашњу штету и изгледа да је пробушило две ракете, које су исушиле погонско гориво које је додатно појачало ватру унутар брода ширећи се хоризонтално дуж палубе и кроз оштећене преграде." Поморски стручњаци које је консултовао Би-Би-Си сматрали су да је штета у складу са ракетним нападом, али нису се међусобно слагали око веродостојности других узрока. На снимку се не види олуја наведена у руским извештајима.

## Жртве
Министар одбране Литваније Арвидас Анушаускас рекао је 14. априла да је тог дана из Москве послат сигнал за помоћ, на шта је реаговао турски брод и евакуисао 54 особе са крстарице у 2 ујутро, пре него што је потонула у 3. Према његовим речима, на броду је било 485 чланова посаде, од којих 66 официра. Није познато колико их је преживело.
Украјински извори су 15. априла известили да су неки чланови посаде Москве погинули, укључујући капетана првог ранга Антона Куприна (43 године старости), команданта брода, у тренутку експлозије. Високи амерички званичник је 15. априла рекао да влада САД такође верује да је било жртава. На брифингу америчког Министарства одбране 18. априла, високи званичник одбране открио је да су такође видели чамце за спасавање у води са морнарима у њима, али нису имали њихов тачан број. Независни руски лист Новаја газета Европа известио је да је око 40 морнара погинуло. Према речима очевидаца, у болници на Криму је било око 200 повређених морнара, од око 500 чланова посаде са брода. У извештају се такође наводи да су преостали морнари остали нестали.
Руско Министарство одбране је убрзо након потапања саопштило да је посада евакуисана, и првобитно није пријавило никакве жртве; међутим, неким рођацима морнара је речено да је њихов члан породице "нестао". Русија је 16. априла објавила видео снимак који наводно приказује састанак у Севастопољу са око 100 морнара, чланова посаде Москве, заједно са главнокомандујућим морнарице адмиралом Николајем Јевменовим, који је рекао да ће морнари наставити службу у морнарици. Према независним руским онлајн новинама Инсајдер, од 500 до 700 чланова посаде, , а посебно капетана првог ранга Антона Куприна, свега око 100 видљиво је на снимку. Naval News је известио да је снимак руског Министарства одбране показао да је око 240 људи преживело, што је отприлике половина посаде. Украјинско издање Радија Слобода, међутим, каже да је немогуће проверити аутентичност снимка.
Министарство одбране Русије објавило је 22. априла саопштење у којем се потврђује да је један морнар из Москве погинуо, а 27 се води као нестало, док је 396 чланова посаде спасено. Породице чланова посаде на броду Москва наводе да би број несталих морнара могао бити већи и да нису добили званичне информације о њиховој судбини. Најмање 17 несталих чланова посаде касније је суд у Севастопољу прогласио мртвима.

## Утицај
Москва је највећи совјетски или руски ратни брод који је потопљен у акцији од Другог светског рата, када је немачка авијација бомбардовала совјетски бојни брод Марат, и први губитак руског заставног брода у рату од потонућа бојног брода Књаз Суворов 1905. године током Цушимске битке у руско-јапанском рату. Последњи пут када је ратни брод сличне величине потопљен било је током Фокландског рата 1982. године, када је крстарицу аргентинске морнарице АРА <i id="mwAck">Генерал Белграно</i> потопила подморница Краљевске морнарице ХМС Conqueror. Ако су украјинске тврдње тачне, Москва би могла бити највећи ратни брод икада онеспособљен или уништен пројектилом, каже Карл Шустер, пензионисани капетан америчке морнарице и бивши директор операција у Заједничком обавештајном центру америчке Пацифичке команде.
Неки губитак Москве сматрају значајним и понижавајућим за руског председника Владимира Путина, али „више о психичкој штети него о материјалној штети“, каже Никола Бијешков из украјинског Националног института за стратешке студије. Он је рекао да то неће у потпуности склонити руску поморску блокаду Украјине, али је показало да Украјина може ефикасно да користи софистицирано оружје. Институт за проучавање рата дошао је до сличних закључака и рекао да би губитак брода могао да примора Русију да „или распореди додатна средства за ваздушну одбрану у Црноморску борбену групу или да повуче бродове са положаја у близини украјинске обале“. Русија је померила још 5 ратних бродова даље од украјинске обале.
Москва је био једини ратни брод руске Црноморске флоте са ракетним системом С-300Ф за противваздушну одбрану дугог домета. Иако брод није сам испаљивао ракете на копнене циљеве у Украјини, ипак је пружао противваздушну подршку бродовима који су то чинили, а потонуће је навело руске бродове, сада мање заштићене, да се помакну даље од обале. Пензионисани амерички контраадмирал Семјуел Џ. Кокс, директор команде за историју и наслеђе морнарице, рекао је за Њујорк тајмс да би губитком брода, према речима листа, „сваки амфибијски напад на Украјину био много опаснији за Русију, са својим десантним и амфибијским бродовима много рањивијим на нападе“.
У јуну 2022. примећене су руске корвете класе <i id="mwAes">Василиј Биков</i> на палуби опремљене копненим противваздушним ракетним системима Тор-М1/2, а аналитичари спекулишу да би ово требало да надокнади губитак морске противваздушне одбране након потонућа Москве. У јуну 2022, неке од многих руских гасних платформи су нападнуте због смањене заштите подручја, отприлике на пола пута између Крима и окупираног Змијског острва. До августа, способност руске морнарице да контролише Црно море је смањена, јер Одеса више није била угрожена са мора. Међутим, руска морнарица је задржала способност да заштити руски извоз који је прелазио море.
Док су два братска брода Москве била распоређена у источном Медитерану од фебруара 2022. године, Турска је током рата затворила турски мореуз за ратне ратне бродове чија матична лука није у Црном мору, сходно Конвенцији из Монтреа. Дакле, Русија не може послати бродове да замени изгубљену Москву из својих других база флоте, а да не наруши турски суверенитет.
Протојереј Руске православне цркве Севастопољског округа је 2020. године рекао да ће се у московској ' чувати фрагмент Истинитог крста. Истинити крст је крст на коме верници кажу да је Исус разапет и веома ретка реликвија важна за многе хришћане. Након њеног потонућа, спекулисало се да је реликвија изгубљена заједно са бродом.

## Последице
Саветник за националну безбедност Сједињених Америчких Држава Џејк Саливен рекао је да је потапање Москве „велики ударац за Русију”, при чему је Москва подељена између наратива о неспособности и наратива о нападу. Сасаки Такахиро, гостујући професор руске безбедносне политике на Универзитету у Хирошими, изјавио је у Асахи Шимбуну да се потонуће Москве пореди са потапањем Јамато-а, бојног брода царског Јапана. Портпарол америчког ' одбране Џон Кирби рекао је да је главна мисија Москве противваздушна одбрана руских снага у Црном мору и да ће њено потонуће „утицати на ту способност, свакако у блиској будућности“.
Према анализи коју је урадио Форбс Украјина 14. априла 2022., потапање Москве је до сада најскупљи појединачни губитак за руску војску у рату, при процени вредности брода од 750 милиона америких долара.
Иако Русија није потврдила да су украјинске ракете погодиле брод, Ројтерс је известио да је ујутру 15. априла Русија покренула очигледан узвратни ракетни удар на пројектантски биро фабрике ракета Луч у Кијеву, где су ракете Нептун, наводно коришћене у нападу, пројектоване и произведене.
Потонуће Москве уследило је два дана након што је Укрпошта пустила у промет поштанску маркицу „Руски ратни броду, иди јеби се“ на којима се види како војник показује средњи прст Москви. Потонуће је повећало продају маркица у Украјини. Неки људи у Украјини чекали су више од два сата у реду да добију маркицу. Поједини извештаји тврде да је потонуће Москве значајно подигло морал многих Украјинаца и негативно утицало на морал руских снага. Алексиј Нежпапа, командант украјинских поморских снага, унапређен је као награду за потонуће Москве.
Руски ТВ медији само су кратко расправљали о потонућу, док су новински чланци описивали застареле системе за гашење пожара и говорили да потапање неће утицати на рат. Међутим, филмски редитељ и бивши члан Државне думе Владимир Бортко, гостујући у ток шоу, позвао је на одмазду у виду тоталног рата, тврдећи да је судбина Москве „апсолутно повод за рат... [а] прави рат, без глупирања."  Дана 18. априла, државни ТВ водитељ Русија-1Владимир Соловјов критиковао је руску морнарицу због потонућа; Руски коментатор Сергеј Марков, снажан присталица Кремља, рекао је за Би-Би-Си Радио 4 Свет у једном да је крстарица била погођена пројектилима допремљеним из Норвешке и да су њену електронску одбрану неутралисале САД. Руски таблоид Комсомолскаја правда спекулисао је да је брод погођен норвешким пројектилом АГМ-119 Пингвин.
Једна украјинска публикација и два аналитичара одбране су известили да је Москва имала способност да носи нуклеарне бојеве главе и да је можда носила две нуклеарне бојеве главе у време свог потонућа. Они су позвали суседне земље да покрену истрагу због нуклеарног инцидента. Постоји шанса да је крстарица носила нуклеарне бојеве главе за своје противбродске ракете П-500/П-1000, али нема доказа који би указивали да је то заиста био случај. Високи званичник америчке одбране касније је изјавио да на броду није било нуклеарног оружја када је потонуо.
Украјина је олупину Москве прогласила за „подводно културно наслеђе“. Рекламира се као олупина за роњење, јер је на свега 130км од обале од Одесе, а на дубини од свега 45–50 метара. Олупини се „може дивити без много роњења“.
Извештава се да је руска морнарица послала спасилачки брод Комуна са подморницом АС-28 на олупину, као део конвоја од осам бродова. Широм света, Комуна је најстарији активни морнарички брод који је још увек у употреби, стар 110 година и наслеђен је од царске руске морнарице. Због величине Москве и чињенице да је потонула у једном комаду, сматра се да је њено извлачење на површину непрактично. Циљ је вероватно да се поврати материјал за шифровање, оружје, тела и други осетљиви материјал за који би стране силе могле бити заинтересоване. Комуна је базирана у саставу Црноморске флоте и плови из Севастопоља. Њено присуство на месту олупине би је изложило нападу украјинских снага. Украјински извори су 24. маја тврдили да је Русија претходне две недеље вадила тела и поверљиву опрему из олупине „Москве“. Према Украјини, у питању је била група са пет до седам бродова.
Русија се 30. јуна повукла са Змијског острва,  острва које је Москва напала заједно са Василијем Биковим. Украјинска војска је 4. јула извршила десант на Змијско острво и изнад њега подигла украјинску заставу.
Дана 4. новембра, суд у Севастопољу прогласио је мртвима 17 несталих морнара Москве.